# Ostrau (Petersberg)
Ostrau ist eine Ortschaft der Gemeinde Petersberg im Saalekreis in Sachsen-Anhalt (Deutschland). Sie besteht aus den Ortsteilen Mösthinsdorf, Ostrau und Werderthau.

## Geschichte
Ostrau, welches am Bach Riede liegt, wurde 1125 erstmals urkundlich erwähnt, als Conradus M. Graf zu Wettin, späterer Markgraf von Meißen, dem Kloster auf dem Petersberg die Capella Ostrowe schenkte. Der Ortsname leitet sich vom altsorbischen Ostrov für „Insel“ ab.
Das Ministerialengeschlecht de Ostrowe war bis in das beginnende 15. Jahrhundert in Ostrau ansässig, dann folgten ab ca. 1440 die Herren von Witzleben, 1455 Friedrich von Hoym, 1471 Herlfrecht von Meckau und ab 1586 Achatius von Veltheim, der am 1. Februar 1586 von Kurfürst August von Sachsen mit dem Schloss Ostrau belehnt wurde. Güter im Ort hatten daneben noch die adligen Familien Knauth, von Scheidingen (1419) und von Draxdorf inne. 1713 entstand das Schloss Ostrau im barocken Baustil neu.
Ostrau gehörte bis 1815 unter die Patrimonialgerichtsbarkeit des Ritterguts Ostrau, welches ab 1485 unter Verwaltung des wettinischen Amts Delitzsch stand, von diesem jedoch räumlich getrennt lag. Durch die Beschlüsse des Wiener Kongresses kamen die Orte des Gutsbezirks Ostrau wie die meisten Orte des sächsischen Amts Delitzsch im Jahr 1815 zu Preußen. Ostrau wurde im Jahr 1816 dem Landkreis Bitterfeld im Regierungsbezirk Merseburg der Provinz Sachsen zugeteilt.
Am 1. Juli 1950 wurde Werderthau nach Ostrau eingemeindet. Gleichzeitig wechselten beide Orte in den Saalkreis. Bei der Kreisreform in der DDR kam Ostrau im Jahr 1952 zum verkleinerten Saalkreis im Bezirk Halle, dieser ging bei der Kreisreform des Landes Sachsen-Anhalt im Jahr 2007 im Saalekreis auf. Am 1. Januar 2005 wurde Mösthinsdorf nach Ostrau eingemeindet. Bis zur Neubildung der Einheitsgemeinde Petersberg am 1. Januar 2010 war Ostrau eine selbständige Gemeinde in der Verwaltungsgemeinschaft Götschetal-Petersberg mit den zugehörigen Ortsteilen Werderthau und Mösthinsdorf. Letzte Bürgermeisterin Ostraus war Lieselotte Berner. Seitdem bilden die drei Orte die Ortschaft Ostrau innerhalb der Großgemeinde Petersberg.

### Einwohnerentwicklung
| Jahr      | 1910 | 1933 | 1939 | 1970 | 2007 | 2019 |
| --------- | ---- | ---- | ---- | ---- | ---- | ---- |
| Einwohner | 930  | 887  | 850  | 1349 | 1246 | 1108 |

## Religion
Das evangelische Kirchspiel Ostrau gehört zum Kirchenkreis Halle-Saalkreis der Evangelischen Kirche in Mitteldeutschland. Zum Kirchspiel Ostrau gehören neben der Kirchengemeinde Ostrau auch die Kirchengemeinden Drobitz/Kütten, Kösseln, Krosigk/Kaltenmark, Mösthinsdorf und Werderthau.

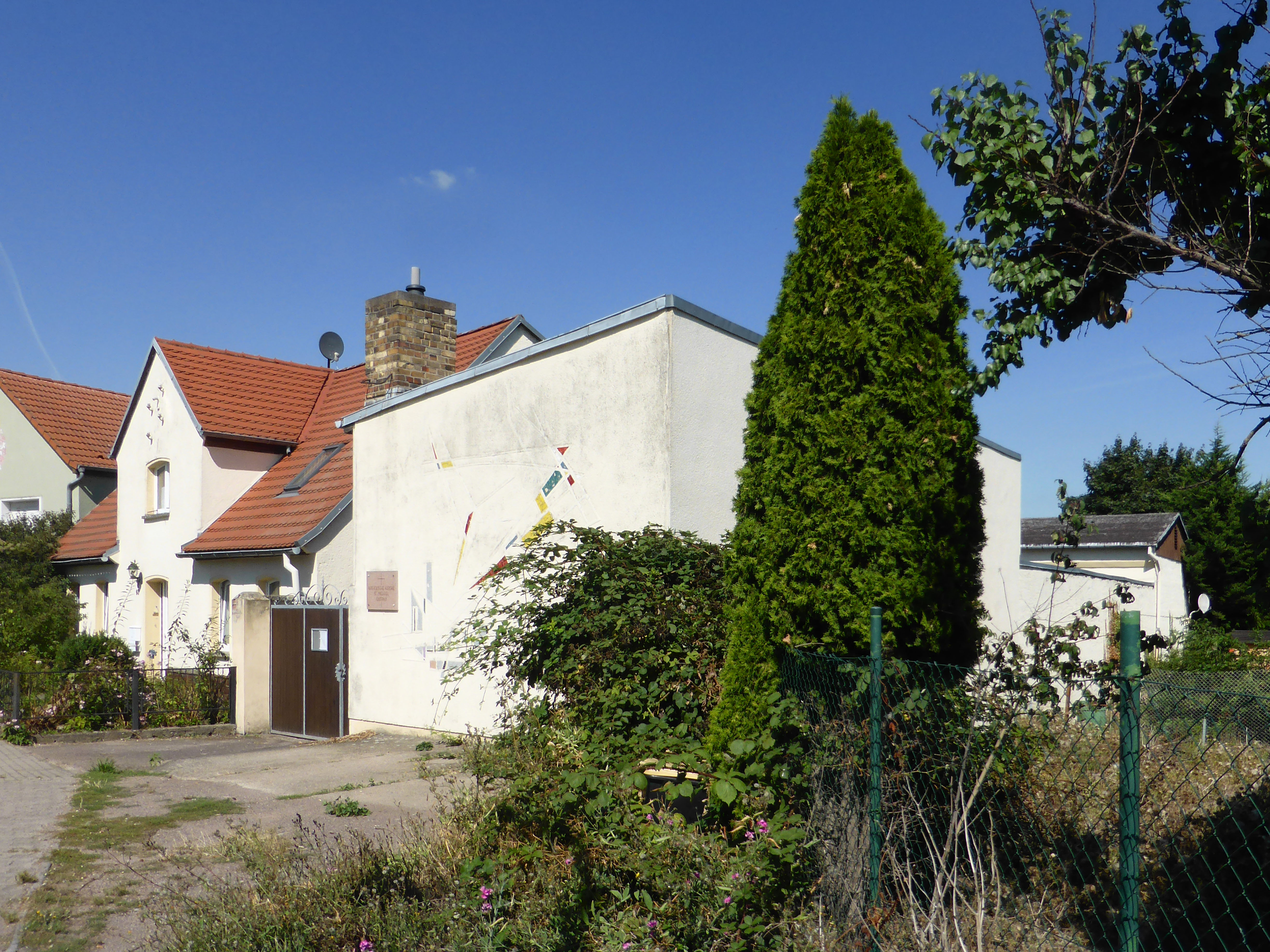
St.-Michael-Kirche

Nachdem infolge der Flucht und Vertreibung Deutscher aus Mittel- und Osteuropa 1945–1950 auch im seit der Reformation evangelisch-lutherisch geprägten Ostrau wieder Katholiken in größerer Zahl zugezogen waren, bildete sich ab 1947 eine katholische Kirchengemeinde. Bei den Katholiken handelte es sich vielfach um Galiziendeutsche, denen durch die Bodenreform Land zugewiesen worden war. Zunächst fanden katholische Gottesdienste in der evangelischen Schlosskirche statt. Die 1947 gegründete Kuratie Ostrau gehörte zur Pfarrei Bitterfeld. 1954 erwarb der Kuratus einen an der damaligen Ernst-Thälmann-Straße gelegenen Bauernhof für die kirchliche Nutzung, nur rund 150 Meter von der evangelischen Kirche entfernt. 1958 wurde zunächst in seinem Stall eine Kapelle eingerichtet. Sie trug bereits das Patrozinium des Erzengels Michael und wurde am 29. September 1958, dem Fest des Erzengels Michael, benediziert. Die Scheune wurde zu einer Kirche umgebaut. Am 13. Juni 1965 fand in ihr der erste Gottesdienst statt. Am 30. Mai 1966 folgte die bischöfliche Konsekration des Altars durch Friedrich Maria Rintelen, den in Magdeburg ansässigen Weihbischof des Erzbistums Paderborn, zu dem Ostrau damals gehörte. Auch das Pfarrhaus sowie Gemeinderäume wurden in dem Anwesen eingerichtet. Am 1. Oktober 1966 wurde die Kuratie Ostrau zur Filialkirchengemeinde (Pfarrvikarie) erhoben. Seit 2009 gehört die St.-Michael-Kirche zur Pfarrei Halle-Nord, die seit 2014 ihren heutigen Namen Carl Lampert trägt und ihren Sitz an der Heilig-Kreuz-Kirche (Halle) hat.

## Wappen
Blasonierung: „In Grün eine schwebende, schwarz strukturierte goldene Mauer mit barockem Aufsatz und großer Rundbogentoröffnung zwischen zwei kleineren geschlossenen Rundbogentoren; im goldenen Winkelschildhaupt ein steigendes grünes Ginkgoblatt, im Schildfuß ein goldener Wellenbalken mit schwarzer Wellenlinie.“
Die Farben Ostraus – abgeleitet vom Wappen – sind Gold (Gelb) - Grün.
Ostrau führt eine Flagge: Gold (Gelb)-Grün geteilte Flagge mit dem aufgelegten Wappen.

## Sehenswürdigkeiten

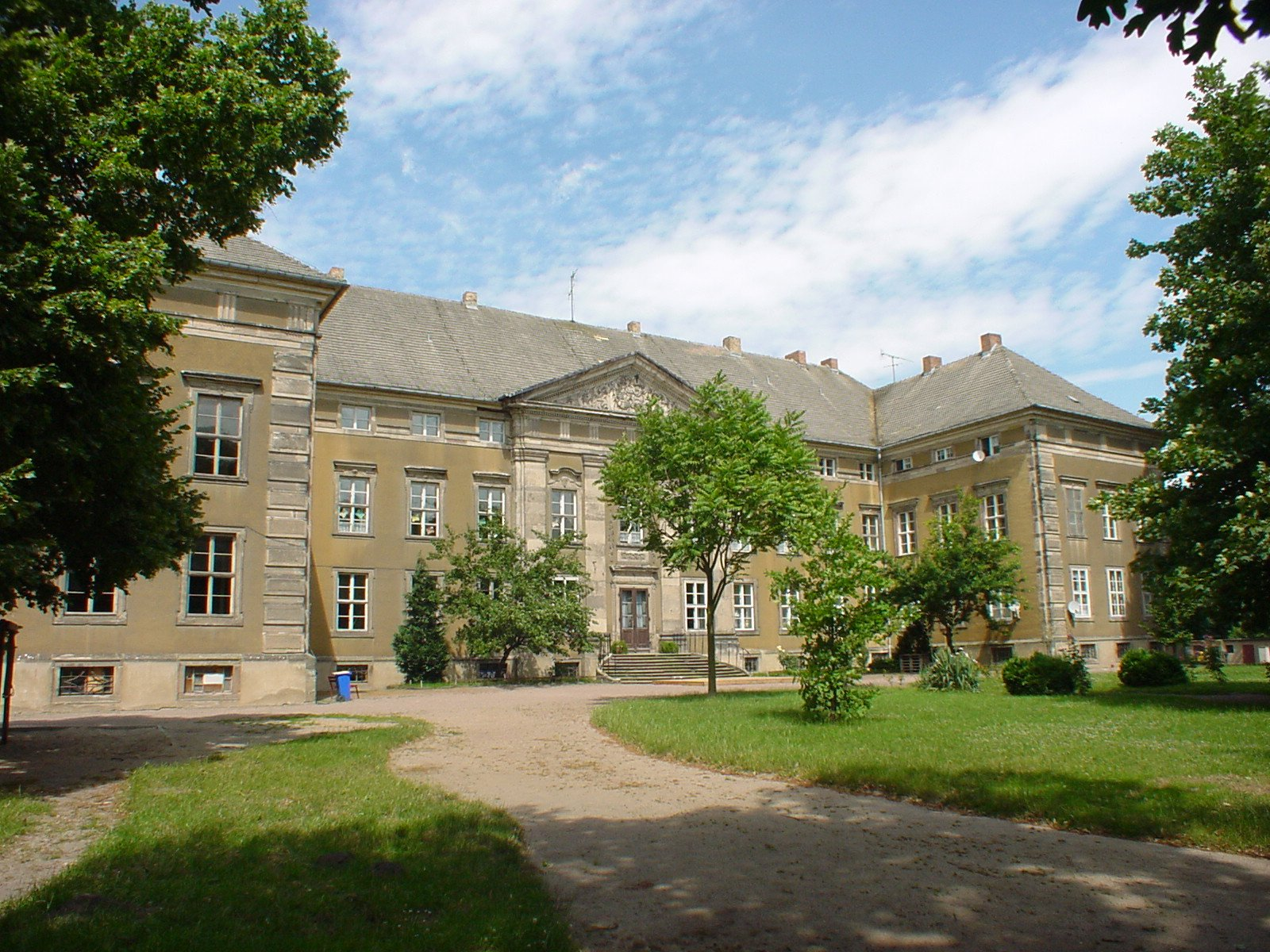
Schloss Ostrau

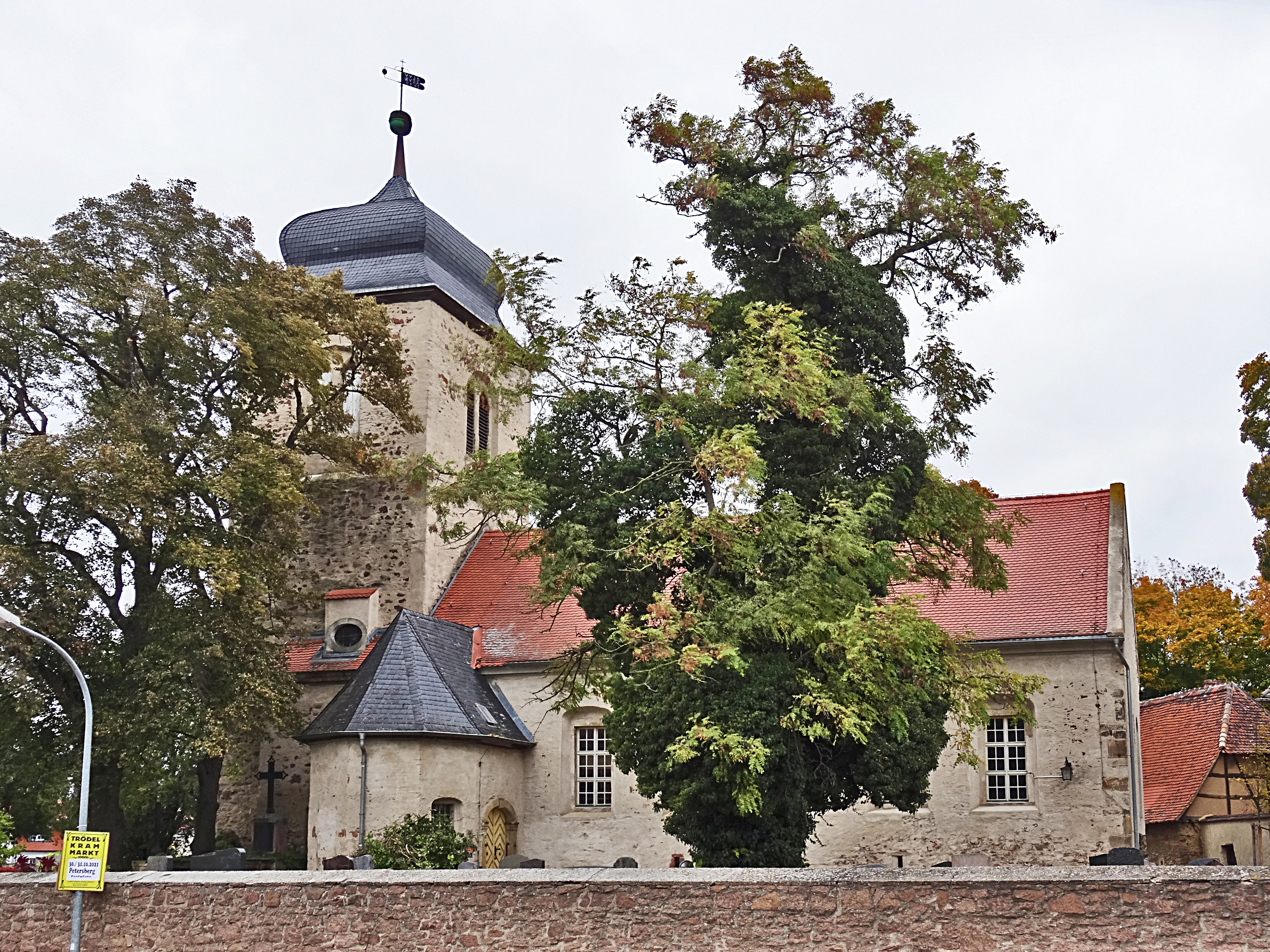
Schlosskirche

Im Norden der Ortschaft steht das barocke Schloss Ostrau, das durch Louis Remy de la Fosse für die Familie von Veltheim gebaut wurde, die bis 1945 in Ostrau lebte. Der letzte Besitzer des Schlosses war der Indologe, Anthropologe und Weltreisende Hans-Hasso von Veltheim († 1956). Heute wird das Schloss vorrangig als Grundschule und Mietshaus genutzt.
Im und um das Schloss finden auch jährliche Gemeindefeste statt; eines der wichtigsten ist das Schloss- und Parkfest. Im Schlossgarten befindet sich einer der wenigen Großbestände des Winterlings. Aus diesem Grund findet zur dessen Blütezeit ein Parkfest statt.
Die barocke Schlosskirche wurde ab 1698 durch Otto Ludwig von Veltheim (1672–1714) erbaut und 1703 geweiht. Sie wird heute von der evangelischen Kirchengemeinde für Gottesdienste und Konzerte genutzt.

## Persönlichkeiten
- Josias Ludwig Ernst Püttmann (1730–1796), Rechtswissenschaftler
- Friedrich Sebald Ringelhardt (1785–1855), Schauspieler, Regisseur und Theaterleiter
- Carl Adolf Senff (1785–1863), deutscher Maler der Biedermeierzeit
- Hans-Hasso von Veltheim (1885–1956), Privatgelehrter und Schriftsteller
- Bernd Gerhard Ulbrich (* 1954), Historiker, Sachbuchautor und Herausgeber
- Daniel August Schwarzkopf (1738–1817), Hofgärtner und Garteninspektor der Landgrafen Friedrich II. und Wilhelm IX. in Kassel